# Voliba psammoessa
Voliba psammoessa là một loài bướm đêm trong họ Crambidae.